# Sentosa Express
Der Sentosa Express (chinesisch 聖淘沙捷運 / 圣淘沙捷运, Pinyin Shèngtáoshā Jiéyùn) ist eine Einschienenbahn, welche die Insel Sentosa mit dem Bezirk HarbourFront in Singapur verbindet.

## Strecke

Das grüne Fahrzeug

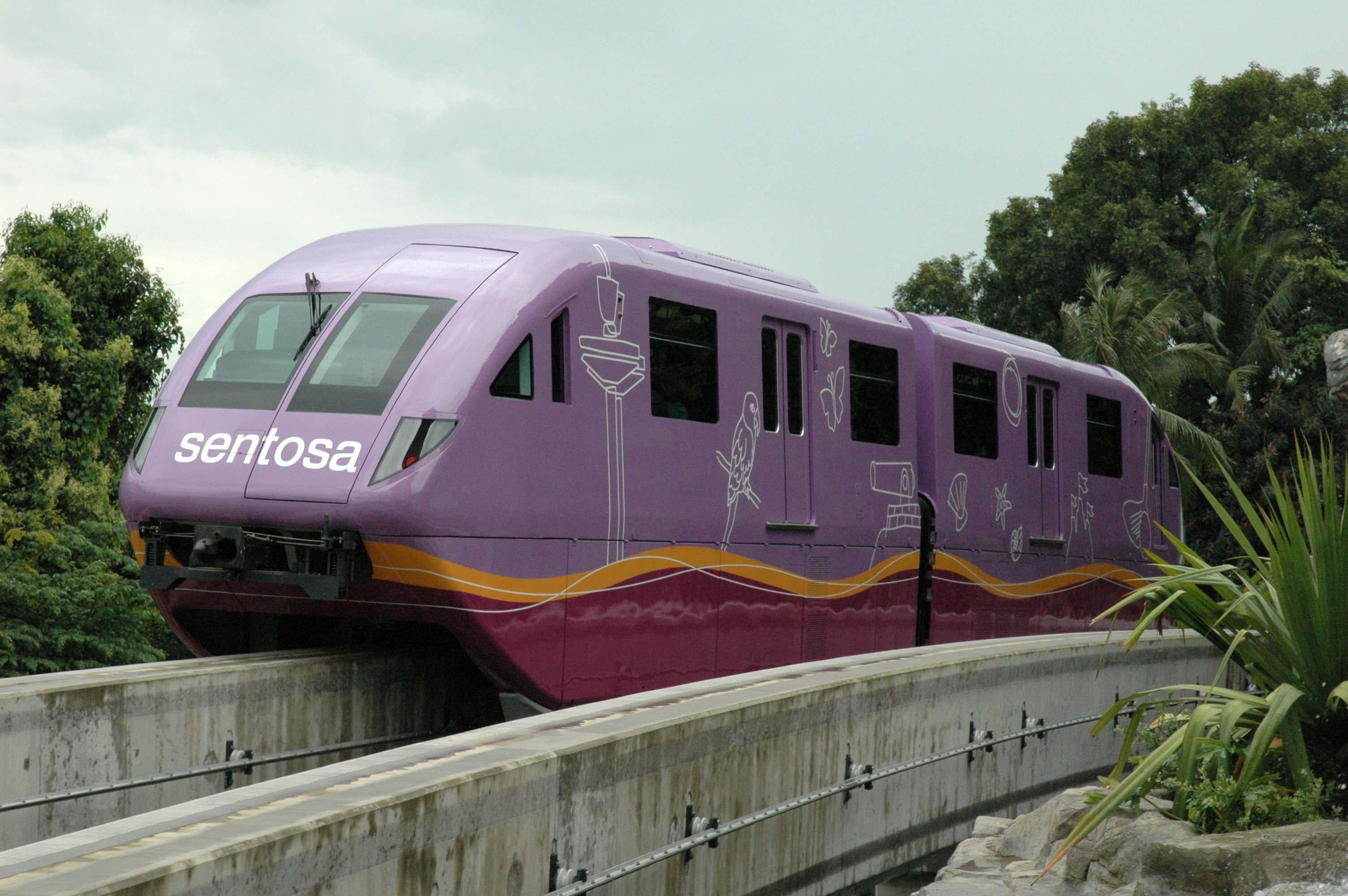
Der violette Zug des Sentosa Express

Der Bau der 2,1 Kilometer langen Strecke und der zunächst drei Stationen begann im Jahr 2003 und wurde im Juni 2006 fertiggestellt. Eingeweiht wurde die Strecke am 15. Januar 2007. Die Baukosten betrugen ca. 140 Mio. SGD. Es handelt sich um eine Sattelbahn von Hitachi. Die Strecke ist durchgehend zweigleisig und aufgeständert geführt, nur beide Endstationen werden eingleisig bedient. Diese haben zudem einen Zwillingsbahnsteig, die sog. Spanische Lösung, während die beiden Streckenhaltestellen über einen Inselbahnsteig verfügen. Am südlichen Streckenende befindet sich ein kleines Betriebswerk mit Zugdepot. Kurz vor der ersten Inselstation Resort World wird die Hochstrecke durch einen künstlichen Tunnel und dann unter dem Dach der Universal Studios Mall geführt.
Gegenwärtig werden vier Stationen angefahren:
- VivoCity (seit 2019, früher: Sentosa Monorail Station (HarbourFront)) mit Übergang zur Metro
- Resorts World (seit 2010, früher Waterfront)
- Imbiah
- Beach

Die Station Resorts World wurde am 1. Februar 2010 mit der Eröffnung der „Resorts World Sentosa“ eröffnet. Sie liegt am Nordufer der Insel Sentosa und wurde an der bestehenden Strecke gebaut. Die drei Haltestellen auf der Insel sind mit halbhohen Bahnsteigtüren versehen, außerdem verfügen sie – dem in Singapur üblichen Standard entsprechend – über Aufzüge und Rolltreppen. Der Umsteigebahnhof VivoCity verfügt über Bahnsteigtüren in voller Höhe und ist zudem klimatisiert.

## Technik
Der Sentosa Express ist die erste und bisher einzige Umsetzung von Hitachis kleinstem von drei Einschienenbahnsystemen. Die zweiteiligen Züge sitzen mit ihren Tragrädern auf einem 700 Millimeter breiten Fahrbalken auf und werden mit seitlich des Balkens liegenden Führungsrädern gehalten. Die Versorgung mit 750 Volt Gleichstrom erfolgt über eine seitlich angebrachte Stromschiene. Der minimale Kurvenradius beträgt nur 40 Meter, die Steigfähigkeit liegt bei 6 %. Die Strecke ist seit Beginn mit ATP und ATS (Automatic Train Stop) ausgestattet und wurde manuell mit Zugbeeinflussung (GoA 1) gefahren. Seit der Aufrüstung der Signal- und Steuerungstechnik mit CBTC wird seit 2017 fahrerlos (GoA 3) und in kurzen Taktzeiten gefahren. Seither gibt es ein zusätzliches Fahrzeug, sodass nunmehr maximal 4000 Passagiere je Stunde und Fahrtrichtung befördert werden können.

## Fahrzeuge
Ursprünglich besaß die Einschienenbahn vier Zweirichtungsfahrzeuge, die 25 Meter lang sind und 8 Tonnen Achslast aufweisen. Sie bestehen aus zwei zweiachsigen Triebwagen, dabei hat der Hauptwagen Mc1 13 Meter Länge, während der Beiwagen Tc2 nur 12 Meter lang ist. Die Zuggarnituren bieten bei 32 Sitzplätzen insgesamt 184 Passagieren Platz (3 Stehplätze pro Quadratmeter) und haben vier Türen je Seite. Alle Triebwagen sind in unterschiedlichen Farben lackiert: Violett, Blau/Türkis, Hellgrün und Orange. Zwei weitere Fahrzeuge in Rosa und Rot wurden zum 1. Dezember 2009 in Dienst gestellt, ein weiteres in Gelb zum 24. November 2017 mit Inbetriebnahme des automatisierten Fahrens. Die Triebwagen sind vollklimatisiert und mit LED-Bildschirmen zur Routeninformation ausgestattet.

## Betrieb
Die Fahrzeuge verkehren in Hauptverkehrszeiten im 3-Minuten-Takt, die Fahrt auf der gesamten Strecke dauert acht Minuten. Betriebszeit ist von 7 Uhr bis Mitternacht. Die Fahrzeuge sind auf bis zu 80 km/h ausgelegt, erreichen im Normalbetrieb jedoch nur ca. 50 km/h. Betrieben wird das System von der Sentosa Development Corporation (SDC).
Da der Sentosa Express nicht von der Landtransport-Behörde (LTA) Singapurs gebaut wurde, besteht keine Anbindung an den MRT/LRT-Verkehrsverbund der Stadt. Die EZ-link-Karte zum bargeldlosen Bezahlen kann jedoch verwendet werden. Der Fahrpreis beträgt zurzeit 4 SGD für eine Tageskarte, die auch den Eintritt auf die Insel Sentosa beinhaltet.

## Übergänge
In HarbourFront besteht eine Anbindung an die Nord-Ost-Linie. Außerdem verkehrt seit Oktober 2011 die Circle Line ebenfalls über HarbourFront.
An der Beach Station halten die auf der Insel verkehrende „Beach Tram“ sowie drei Buslinien.

## Wissenswertes
Bereits von 1982 bis 2005 gab es auf der Insel Sentosa eine Einschienenbahn, die „Sentosa Monorail“. Diese verkehrte jedoch nur auf der Insel selbst, ohne Verbindung zum Festland. Auch diese Bahn wurde von der SDC betrieben. Die Monorail wurde 2005 eingestellt, um den Sentosa Express bauen zu können.
Eine weitere Verbindung von Sentosa nach HarbourFront und weiter zum Mount Faber gibt es mit der Seilbahn „Singapore Cable Car“.